# Tretja fitna
Tretja fitna (arabsko الفتنة الثاﻟﺜـة, latinizirano: al-fitna al-thālitha) je bila niz državljanskih vojn in uporov proti Omajadskemu kalifatu. Začela se je z uporom proti kalifu al-Validu II. leta 744 in trajala do leta 747, ko je Marvan II. premagal vse svoje nasprotnike. Vojna je zaostrila notranje napetosti, zlasti rivalstvo med Kajsi in Jamani. Začasni propad omajadske oblasti je odprl pot haridžitskim in drugim proti-omajadskim uporom. Zadnji in najuspešnejši med njimi je bila abasidska revolucija, ki se je začela v Horasanu leta 747 in se končala s strmoglavljenjem Omajadskega kalifata in ustanovitvijo Abasidskega kalifata leta 750.

## Ozadje
Državljanska vojna se je začela leta 744 s strmoglavljenjem al-Valida II. (vladal 743–744), ki je nasledil svojega strica Hišama ibn Abd al-Malika (vladal 724–743). Hišama je za svojega naslednika imenoval njegov brat Jazid II. (vladal 720–724), ki je hkrati določil, da mora njega naslediti njegov sin al-Valid II. Pristop al-Valida II. je bil  zaradi Hišamove nepriljubljenosti in njegove odločitve, da poveča vojaške plače, sprva dobro sprejet, vendar se je razpoloženje hitro spremenilo. Al-Valida II. naj bi namreč  bolj zanimali zemeljski užitki kot vera. Njegovemu pristopu na oblast so nasprotovali tudi nekateri člani družine Omajadov. Sovražnost se je še poglobila, ko je za svoja dediča določil dva svoja mladoletna sinova ter bičal in zaprl svojega bratranca Sulejmana ibn Hišama. Dodatno nasprotovanje se je pojavilo zaradi njegovega preganjanja sekte Kadarija in vpletenosti v vedno prisotno rivalstvo med severnimi plemeni (Kajsi/Mudari) in južnimi (Kalbi/Jamani). Al-Valid II. je tako kot njegov oče veljal za pristaša Kajsov, še posebej po njegovem imenovanju Jusufa ibn Omarja al-Takafija za guvernerja Iraka. Slednji je svojega jamanskega predhodnika Halida al-Kasrija mučil do smrti. Ob tem je treba reči, da med severnimi in južnimi plemeni ni bilo jasne meje in so tako eni kot drugi prestopali na nasprotno stran.

### Uzurpacija Jazida III.
Aprila 744 je Jazid III., sin al-Valida I. (vladal 705–715), prišel v Damask. Njegovi pristaši, podprti s številnimi Kalbiji iz okolice, so zavzeli mesto in ga razglasili za kalifa. Al-Valid II., ki je bil tačas v enem od svojih puščavskih gradov, je pobegnil v Bahro blizu Palmire. Zbral je majhno vojsko lokalnih Kalbijev in Kajsijev iz Homsa, ki se je po prihodu veliko večje vojske Jazida III. pod poveljstvom Abd al-Aziza ibn al-Hadžaja ibn Abd al-Malika večinoma razbežala. Al-Valid II. je bil v spopadu ubit, njegovo odrezano glavo pa so poslali v Damask. V Homsu je izbruhnila pro-kajsijska vstaja  pod vodstvom Abu Mohameda al-Sufjanija. Sulejman, ki je bil tačas izpuščen iz zapora, je na pohodu na Damask odločilno porazil Abu Mohameda. Slednjega so skupaj s sinovi al-Valida II. v Damasku zaprli.
Jazid III. je bil med svojo kratko vladavino zgleden vladar, ki se je zgledoval po pobožnem Omarju II. (vladal 717–720). Bil je naklonjen Kadariji in se zavestno poskušal oddaljiti od pogostih kritik avtokratske vladavine, namenjenih njegovim omajadskim predhodnikom. Obljubil je, da se bo vzdržal zlorabe svoje moči, povezane predvsem z visokimi davki, bogatenjem Omajadov in njihovih privržencev, dajanjem prednosti Siriji pred drugimi deli kalifata in dolgotrajno odsotnostjo vojakov na oddaljenih pohodih. Vztrajal je pri tem, da ima skupnost (šūrā), ki ga je izbrala, tudi pravico da ga odstavi, če ne bi opravil svojih dolžnosti ali če bi našli koga, ki bi bil primernejši za vodenje skupnosti. Med njegovo vladavino so prevlado ponovno prevzeli Jamani. Jusufa ibn Omarja so odpustili in zaprli, potem ko je neuspešno poskušal spodbuditi iraške Kajse k uporu. Jusufov naslednik v Iraku in na vzhodu je bil Kalbi Mansur ibn Džumhur, a ga je kmalu zamenjal Abdalah ibn Omar ibn Abd al-Aziz, sin Omarja II. Med svojim kratkim mandatom je Mansur poskušal odstaviti guvernerja Horasana Nasra ibn Sajarja, vendar je slednji uspel obdržati svoj položaj. Jazid III. je umrl septembra 744 po komaj šestih mesecih vladanja. Za svojega naslednika je po nasvetu Kadarije očitno imenoval svojega brata Ibrahima, ki pa ni užival velike podpore in se je takoj soočil z uporom Marvana II. (vladal 744–750), vnuka Marvana I. (vladal 684–685) in guvernerja al-Džazire (Zgornja Mezopotamija).

## Vzpon Marvana II.
Po sodobnih  poročilih je Marvan II., ki je več let vodil pohode proti Bizantincem in Hazarom na severozahodnih mejah kalifata, je ob smrti al-Valida II. razmišljal o prevzemu oblasti v kalifatu, vendar ga je upor Kalbijev prisilil, da počaka. Namesto tega ga je Jazid III. imenoval za guvernerja Zgornje Mezopotamije. Preselil se je v Harran, kjer so vladali Kajsi.

### Sirija
Po smrti Jazida III. leta 744 je Marvan vkorakal v Sirijo in trdil, da je prišel vrnit prestol obema zaprtima sinovoma al-Valida II. Lokalni Kajsi iz severnih okrožij Kinasrin in Homs so se zgrinjali pod njegov prapor. Nekje ne cesti med Balbekom in Damaskom se je Sujejman, ki ga je al-Valid II. pred tem bičal in zaprl, soočil z Marvanom II. Ob sebi je imel Kalbije iz južne Sirije in Dakvanije, skupaj 5000 mož, večinoma nearabskih muslimanov (mawālī), ki jih je vzdrževal iz lastnih sredstev. Marvan II. je premagal Sulejmana, ki je pobegnil v Damask. Marvan II. je po bitki prisilil ujetnike, da so prisegli zvestobo sinovom al-Valida II., nakar je te sinove in Jusufa al-Takafija po Sulejmanovem ukazu ubil Jazid ibn Halid al-Kasri. Sulejman in njegovi privrženci, vključno z novoimenovanim kalifom Ibrahimom, so nato pobegnili v Palmiro. Marvan II. je konec novembra ali decembra mirno vstopil v Damask in bil razglašen za kalifa. Izognil se je povračilnim ukrepom in začel spravno politiko, ki je sirskim okrožjem dovolila, da izberejo svoje guvernerje. Kmalu zatem sta v Damask prišla Sulejman in Ibrahim in se podredila Marvanu II.
Videti je bilo, da se oblast Marvana II. stabilizirala, selitev prestolnice kalifata iz Damaska v vojaško mesto Harran, pa je zgledala kot opustitev Sirije in je med poraženimi Kalbi zasejala zamero. Posledično so se poleti 745 Kalbi iz Palestine uprli pod vodstvom lokalnega guvernerja Tabita ibn Nuajma. Upor se je hitro razširil po Siriji celo na navidezno lojalna območja, kot je bil Homs. Marvan II. se je moral vrniti v Sirijo in v mestu za mestom zatreti upor. Potem ko je prisilil Homs k predaji, je osvobodil še Damask, ki ga je oblegal Jazid ibn Halid al-Kasri. Jazid je bil med boji ubit. Marvan II. je nato rešil še Tiberijo, ki jo je oblegal Tabit. Tabit je pobegnil. Njegova vojska se je razbežala, trije njegovi sinovi, Nuajm, Bakr in Imran, pa so bili ujeti in usmrčeni. Kasneje so ujeli še Tabita in sina Rifaja in ju usmrtili. Po Marvanovem napadu na trdnjavo Kalbijev  v Palmiri se je predal tudi voditelj Kalbijev  Abraš al-Kalbi.
Sirija je bila zdaj očitno trdno pod Marvanovo oblastjo in Marvan II. je ukazal članom svoje družine, da se zberejo okoli njega in za svoja naslednika imenoval svoja sinova. Nato se je osredotočil na Irak, kjer je vojska pod poveljstvom Jazida ibn Omarja ibn Hubajra  poskušala vzpostaviti Marvanovo oblast. Marvan mu je v Irak poslal okrepitve, medtem pa je v severni Siriji izbruhnil nov upor, ki ga je vodil poraženi Sulejman. Pri Rusafi je vojska Marvana II. prešla na Sulejmanovo stran. Združena vojska je zavzela Kinasrin, potem pa so se ji pridružili številni Sirci, nezadovoljni z Marvanom II. Marvan II. je večino svojih sil iz Iraka prestavil v Sirijo in pri Kinasrinu premagal Sulejmanove upornike. Sulejman je ponovno pobegnil v Palmiro in nato v Kufo. Večina njegovih preživelih vojakov  se je pod poveljstvom njegovega brata Saida umaknila v Homs, kjer so jih kmalu oblegale sile Marvana II. Obleganje je trajalo vso zimo 745–746 in na koncu se je Homs predal. Jezen zaradi ponavljajočih se sirskih uporov kljub njegovi prizanesljivosti, je Marvan II.  poleti 746 poskušal preprečiti kakršen koli nadaljnji odpor tako, da je porušil obzidja najpomembnejših sirskih mest, vključno s Homsom, Damaskom in morda tudi Jeruzalemom.

### Egipt in Irak
Marvanu II. so očitno nasprotovali tudi v  Egiptu, kjer je guverner Hafs ibn al-Valid ibn Jusuf al-Hadrami poskušal izkoristiti  državljansko vojno za vzpostavitev svoje oblasti. Sirce je na silo izgnal iz prestolnice Fustat in se lotil novačenje 30.000 mož med domorodnimi nearabskimi spreobrnjenci (maqamisa in mawālī). Vojska se je po njem imenovala hafsija. Marvan II. je je Egipt poslal Hasana ibn Atahijaha, da zamenja Hafsa, in ukazal razpustitev hafsije. Hafs se je temu uprl in začel oblegati novega guvernerja v njegovi rezidenci, dokler ga ni prisilil na odhod iz Egipta. Vojska je Hafsa ponovno postavila na položaj guvernerja. Naslednje leto, 745, je Marvan na čelu velike sirske vojske poslal v Egipt novega guvernerja, Havtarja ibn Suhajl al-Bahilija. Havtar je brez odpora zavzel Fustat in takoj sprožil čistko, katere žrtev so postali Hafs in več voditeljev hafsije.
Oktobra 744 je izbruhnila vstaja proti Marvanu II. v Kufi, ki jo je vodil Abdalah ibn Muavija. Vstajo so kmalu zatrle sirske čete in Muavija je pobegnil v Džibal. Prostovoljci, nasprotniki omajadskega režima, so se še vedno zbirali pod njegovo zastavo in Muaviji je uspelo razširiti oblast nad velikimi deli Perzije, vključno z večino Džibala, Ahvaza, Farsa in Kermana. Svojo rezidenco je imel najprej v Isfahanu in nato v Istahru. Marvan II. je za guvernerja Iraka imenoval svojega pristaša Nadra ibn Said al-Harašija, ki se je nekaj mesecev kasneje pri Hiri spopadel z uporniki. Konflikt se je nepričakovano končal z uporom haridžitov, ki se je začel med plemeni Banu Rabija v Zgornji Mezopotamiji. Čeprav so bili "severnjaki" nasprotniki "južnjakov", so še bolj nasprotovali režimu Marvana II.
Upor je sprva vodil Said ibn Bahdal, ki je kmalu umrl zaradi kuge. Nasledil ga je al-Dahak ibn Kays al-Šajbani. V začetku leta 745 so uporniki vdrli v Irak in aprila/maja porazili oba rivalska omajadska guvernerja, ki sta združila svoje moči. Nadr je pobegnil v Sirijo in se pridružil Marvanu II. Ibn Omar in njegovi privrženci so se umaknili k Vasitu in se avgusta 745 vdali in celo sprejeli haridžizem in novega guvernerja. Ibn Omar je bil imenovan za guvernerja Vasita, vzhodnega Iraka in zahodne Perzije, medtem ko je Dahak  iz Kufe vladal zahodnemu Iraku. Izkoristil je upor v Siriji in se verjetno spomladi 745 vrnil v Zgornjo Mezopotamijo in medtem ko je Marvan oblegal Homs, zavzel Mosul. Njegovi vojski se je pridružilo vse več mož, bodisi zaradi nasprotovanja Marvanu bodisi zaradi visokih plač, ki jih je ponudil. Njegova vojska naj bi dosegla 120.000 mož. Marvan je proti Dahaku poslal svojega sina Abdalaha, vendar so njegov pohod v Nisibisu ustavili. Po padcu Homsa se je Marvan sam odpravil proti Dahaku in se z njim spopadel v bitki pri al-Gazu avgusta/septembra 746. Dahak je bil v bitki ubit in haridžiti so morali zapustiti Zgornjo Mezopotamijo. Haridžiti so zdaj za svojega voditelja izbrali Abu Dulafa  in se po nasvetu Sulejmana ibn Hišama usmerili na vzhodni breg Tigrisa. Ker se je Marvanova vojska medtem okrepila, so bili haridžiti prisiljeni opustiti svoj načrt in se celo umakniti naprej proti vzhodu. Marvan je nato v Irak poslal Jazida ibn Omarja  ibn Hubajra, ki je do poletja 747 uspel v Iraku vzpostavil mir. Premagal je haridžitskega guvernerja Kufe in zavzel mesto in se nato odpravil v Vasit, kjer je ujel Abdalaha ibn Omarja.
Po Marvanovem zavzetju Iraka je edini in glavni voditelj upornikov ostal Abdalah ibn Muavija. Njegovo ozemlje v zahodni Perziji je postalo zatočišče za poražene haridžite iz Iraks in vse druge Marvanove nasprotnike, vključno s člani družine Omajadov in celo nekaj Abasidi. Njegova vojska je kmalu zatem utrpela odločilen poraz v napadu enega od ibn Hubajrovih generalov.  Ibn Muavija je pobegnil v Horasan, kjer ga je vodja abasidske revolucije Abu Muslim ukazal usmrtiti. Sulejman ibn Hišam in Mansur ibn Džumhur sta pobegnila v Indijo, kjer sta ostala do smrti.

### Arabija
V Jemnu je oslabitev moči Omajadov povzročila izbruh najresnejšega upora, ki ga je država doživela pod vladavino Omajadov. Vodil jo je Talib al-Hak, nekdanji omajadski sodnik v Hadramautu, ki se je leta 745 razglasil za kalifa. S podporo ibadskih haridžitov iz Omana je prodiral proti regionalni prestolnici Sani, njegova vojska pa je medtem zasedla Meko in Medino. Nekaj časa mu je zvestobo prisegala celo Basra v južnem Iraku. Manjše plemenske upore sta istočasno vodila Himarca Jahja ibn Karib in Jahja ibn Abdalah al-Sabak. Te vstaje je leta 747 dokončno zadušil Marvanov general Abd al-Malik ibn Atija, potem pa je bil  odpoklican, da bi vodil hadž, zaradi česar je moral skleniti sporazume z nekaterimi uporniki v zameno za mir.

## Horasan in abasidska revolucija
Horasan, najbolj severovzhodna provinca kalifata,  ni ušla nemirom državljanske vojne. Pristop Jazida III. je predstavljal grožnjo za dolgoletnega guvernerja Nasra ibn Sajarja, saj so ga številni Jamani v Horasanu želeli zamenjati s svojim prvakom Džudajem al-Kirmanijem. Nasr je poskušal zavarovati svoj položaj tako, da je al-Kirmanija odstavil in hkrati poskušal pridobiti voditelje plemen Azd in Rabija. Njegova prizadevanja niso rodila uspeha ampak so povzročila splošno vstajo teh plemen pod al-Kirmanijevim vodstvom. Vse kaže, da je bil upor sprožen kot maščevanje za družino Azdi, ki je bila po uporu leta 720 iztrebljena. Nasr je al-Kirmanija v glavnem mestu province Merv zaprl, vendar je al-Kirmaniju poleti 744 uspelo pobegniti. Nasra so nato znova potrdil za guvernerja, vendar se je upor med Arabci v Horasanu kljub temu razširil do te mere, da je bil Nasr prisiljen obrniti se na izgnanega upornika al-Harita ibn Surajdža. Al-Kirmani je igral pomembno vlogo pri porazu slednjega nekaj let pred tem. Ibn Surajdž je imel druge načrte od Nasrovih. Ko je zbral veliko vojsko Tamimijev in drugih nezadovoljnih Arabcev v provinci, je marca 746 napadel Merv. Ko mu je napad spodletel, se je pridružil al-Kirmaniju.
Ker je Marvan II. še vedno poskušal utrditi svoj položaj v Siriji in Mezopotamiji ter zahodni Perziji,  ki so jo nadzirali haridžiti pod vodstvom Ibn Muavije, je Nasr ostal brez kakršnega koli upanja na okrepitev. Zavezniški vojski ibn Surajdža in al-Kirmanija sta ga proti koncu leta pregnali iz Merva in umaknil se je v trdnjavo Kajsi Nišapur.
Al-Kirmani in ibn Surajdž sta se nekaj dni zatem sprla in spopadla. Ibn Surajdž  je bil v spopadu ubit, al-Kirmani pa je nato uničil tamimske četrti. Njegovo dejanje je šokiralo prebivalce, saj so  bivališča v arabski kulturi tradicionalno veljala za izvzeta iz vojne. Posledično so plemena Mudarjev, ki so doslej omahovala, prešla na njegovo stran. Z njihovo podporo se je Nasr odločil osvojiti izgubljeno prestolnico. Poleti 747 sta se Nasrova in al-Kirmanijeva vojska soočili pred obzidjem Merva in se več mesecev spopadali. Boji so se ustavili šele potem, ko je tja prišla novica o začetku upora Hašimij pod vodstvom Abu Muslima. Sprti strani sta se začeli pogajati za mir, potem pa je pogajanja prekinil član Nasrovega spremstva, zagrenjeni Ibn Surajdžev sin, ki je napadel in ubil al-Kirmanija. Obe strani sta začasno zgladili svoje spore in Nasr je ponovno zasedel svoj sedež v Mervu.

### Zmaga Abasidov
Zgodovinarji še vedno razpravljajo o natančnem izvoru in naravi gibanja hašimija. Gibanje, ki je podpiralo strmoglavljenje Omajadov in njihovo zamenjavo z "izbrancem iz Mohamedove družine" (al-Riḍā min Āl Muḥammad), se je do leta 740 zelo razširilo med Arabci v Horasanu. Leta 746 ali 747 je abasidski imam Ibrahim poslal v Horasan Abu Muslima, da bi prevzel vodstvo tamkajšnje sekte in morda tudi zato, da bi bila bolj pod nadzorom Abasidov. Abu Muslim je v kratkem času vzpostavil nadzor nad horasansko hašimijo  in poleti 747 so v vasi Jamano Sikadandž razobesili črne prapore, prebrali molitev v imenu abasidskega imama in začela se je abasidska revolucija.
Abu Muslim je kmalu zatem izkoristil komaj zglajeno sovražnost med Mudarji in Jamani, tako da je al-Kirmanijevega sina in naslednika Alija prepričal, da je bil Nasr vpleten v umor njegovega očeta. Posledično sta se tako Ali al-Kirmani kot Nasr vsak zase obrnila za pomoč proti drugemu k Abu Muslimu, ki je zdaj v svojih rokah držal ravnovesje moči. Sčasoma se je odločil podpreti Jamane in 14. februarja 748 je njegova  vojska zasedla Merv. Nasr ibn Sajjar je ponovno pobegnil v Nišapur, Abu Muslim pa je za njim poslal hašimijsko vojsko, da ga ulovi. Nasr je bil po porazu njegovega sina Tamima v bitki pri Tusu prisiljen zapustiti Nišapur in se je umaknil v pokrajino Kumis na zahodni meji Horasana. V tem trenutku so v Horasan prispele dolgo pričakovane kalifove okrepitve, vendar njihov general in Nasr nista uspela uskladiti svojih akcij. Slednje je omogočilo Kahtabu, da je avgusta 748 pri Gurganu premagal kalifovo vojsko in Raja ujel. Po zavzetju Nišapurja je Abu Muslim utrdil svoj položaj v Horasanu z umorom Alija ibn Džudaja al-Kirmanija in njegovega brata Osmana.
Kahtabov sin Hasan ibn Kahtaba je vodil obleganje Nihavanda, kjer so ostanki kalifovih vojsk in Nasr ibn Sajjarjevi privrženci bili zadnji boj. Marca 749 je Kahtaba blizu Isfahana premagal še večjo kalifovo vojsko. V upanju na nadaljnjo pomoč se je Nihavand še naprej upiral. Dva ali tri mesece kasneje se predal in odprl pot v Irak. Kahtaba je povedel svoje čete proti Kufi in se na poti soočili z Jazidom ibn Omarjem ibn Hubajro, guvernerjem Marwana II. Po presenetljivem nočnem napadu, v katerem je bil Kahtaba 27. avgusta 749 ubit, je bil Ibn Hubajra prisiljen umakniti se v Vasit, al-Hasan ibn Kahtaba pa je 2. septembra povedel svojo vojsko v Kufo. Po aretaciji in usmrtitvi imama Ibrahima je vodstvo prevzel njegov brat Abudul-Abas (vladal 749–754), ki so ga vojaški voditelji 28. novembra razglasili za kalifa. Januarja 750 je v bitki pri Velikem Zabu abasidska vojska odločilno premagala omajadsko vojsko, ki jo je osebno vodil Marvan II.  Marvan je bil prisiljen pobegniti v Sirijo in nato v Egipt, kjer so ga končno ujeli in avgusta 750 usmrtili. Njegova smrt je pomenila konec Omajadskega kalifata. Safah je za prestolnico novega kalifata izbral Kufo, s čimer je končal prevlado Damaska v islamskem političnem svetu.